# Raúl Montero Bustamante

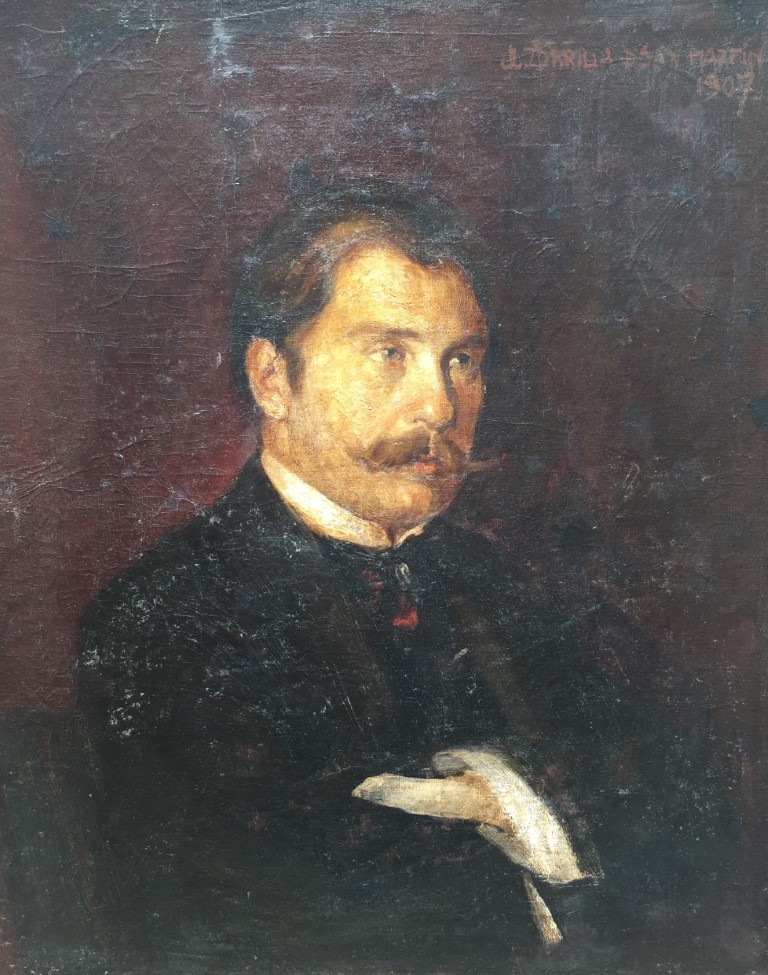
Retrato de Raúl Montero Bustamante realizado por José Luis Zorrilla de San Martín (1907).

Raúl Montero Bustamante (Montevideo, 4 de abril de 1881 - Montevideo, 19 de agosto de 1958) fue un historiador, escritor y polígrafo uruguayo.

## Biografía

### Orígenes familiares y juventud
Nació en Montevideo el 4 de abril de 1881, siendo sus padres José Montero Wentuises y Adriana Bustamante.Nieto, por línea paterna, de José María Montero, importante comerciante de la plaza, y por la materna, del político y escritor Pedro Bustamante, diputado, senador y dos veces ministro de Hacienda. 
Fue hermano de César Montero Bustamante, diplomático y también escritor. 
"Un hombre de otro tiempo", solía decirse de él, y él lo aceptaba, recordando su primera formación en la casa paterna, donde absorbió las ideas e incurrió en las lecturas que nutrieron las postrimerías del siglo XIX, la cosmovisión del romanticismo tardío. Él mismo decía: "Mi madre cultivaba entretanto, con exquisito tacto, mi sensibilidad, formaba mi conciencia religiosa, me saturaba de tradiciones y recuerdos, y me iniciaba en el conocimiento de los poetas románticos entonces en boga. Mi padre, a su vez, en animados relatos, me hacía vivir en la época romántica que él había alcanzado, me hablaba de los personajes que había conocido y me daba nociones de latín, haciéndome repetir de memoria y traducir los trozos selectos de prosa y poesía que él recitaba en forma muy personal. Fue también él quien me inició en el conocimiento de las lenguas francesa e inglesa y me reveló el mundo inefable de la música, arte que él cultivaba dentro de la escuela de Gottschalk, que había sido su amigo y maestro."
Su juventud coincidió con la bohemia patricia del Montevideo de Herrera y Reissig, de Cuestas, del Consistorio del Gay Saber y la Torre de los Panoramas, los dos grandes cenáculos del modernismo literario en el país. 
Adolescente pálido y soñador, de temperamento introvertido, no disfrutaba del bullicio nocturno, ni sentía afición por las extravagantes travesuras típicas del bohemio. Su máxima aspiración era y siempre fue ser "un humilde ciudadano en la ciudad de los libros", según sus propias palabras.
Realizó aportes en la revista Los Debates y en 1899 fundó la Revista Literaria, edición quincenal donde publicaron destacados literatos de la época. 
En 1901, junto a Alberto Palomeque, fundó Vida Moderna, que subsistió hasta 1911 y que presidió hasta 1910.Entre 1910 y 1913 tuvo a su cargo la redacción del diario "El Bien". Fue también corresponsal literario del diario "La Prensa" de Buenos Aires, entre 1904 y 1930, colaborando con una nutrida cantidad de artículos sobre historia y literatura. 

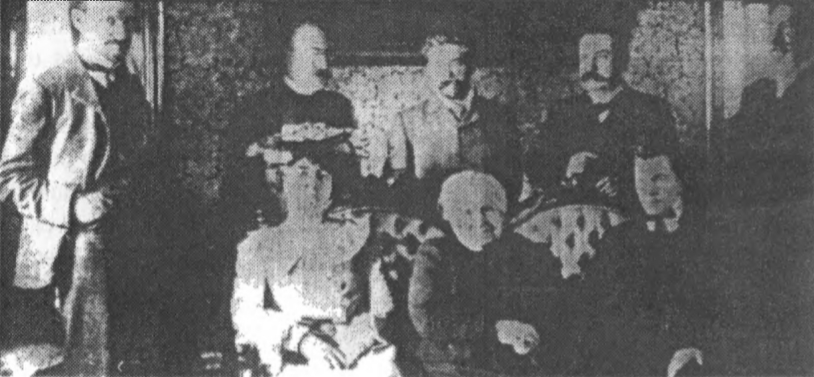
Fotografía tomada en la casa de la hija de Juan Antonio Lavalleja, el 15 de octubre de 1902, en el marco de la inauguración del monumento al prócer de la independencia uruguaya. Sentados de izquierda a derercha: María Galli, Ana Lavalleja de Landivar, Raúl Montero Bustamante. De pie de izquierda a derecha: Juan Manuel Ferrari, José Sienra Carranza, Juan Zorrilla de San Martín, Horacio Albistur y Federico Canfield.

En 1902 tuvo lugar una serie de conmemoraciones en honor al prócer de la independencia uruguaya Juan Antonio Lavalleja. En este contexto se inauguró el primer monumento de bronce a Lavalleja, en Minas, en unos festejos dirigidos por los maestros Avelino Baños, Vicente Pablo y Manuel Fació. Además de la inauguración de dicha obra, creación del escultor Juan Manuel Ferrari, se llevó adelante un concurso musical y uno literario, en los cuales resultaron galardonados respectivamente, la compositora y pianista María Galli por su obra “Marcha a Lavalleja" y Raúl Montero Bustamante por su "Canto a Lavalleja".
Su escasa producción poética es anterior a 1910. Publicó, en varias revistas, composiciones sueltas, de forma y estilo correctos, aunque sin mayor personalidad. Editó su "Canto", que puede y debe clasificarse dentro del género de literatura "patriótica", actualmente al margen de la poesía. En parte tomó como modelo "La Leyenda Patria" del insigne poeta Juan Zorrilla de San Martín, su suegro, con quien además compartía convicciones estéticas y religiosas. Medio siglo más tarde, contemplando aquel lejano triunfo inicial, recapitula lúcidamente acerca del propio ejemplo: "Si el canto a Lavalleja es acaso simple alarde de juvenil osadía, el tiempo transcurrido desde que comencé a escribir para el público, hasta los días que corren en que aún mantengo la actividad diaria de la pluma, sino por el valor intrínseco de lo que he producido, sí por mi persistencia en la vocación literaria, puede ser útil como recipe contra la timidez o desconfianza de los jóvenes y contra el escepticismo y el cansancio de los viejos".

### Madurez y obra principal
En una sociedad en rápido cambio y modernización, frente a la vertiginosa llegada del nuevo siglo, Montero Bustamante cultivó con nostalgia, casi como una entelequia, el ideal de una clase dirigente extinta (más un patriciado que una oligarquía) culta y austera, heroica y señorial, muy criolla y muy europea a la vez. La progenie perdida salía a relucir en las rejas y puertas, en las casonas solariegas, en gestos republicanos o espartanos, en aristocráticas bellezas. Algunos ejemplos de esta añoranza ontológica son sus poemas "A una vieja puerta", "La casa de Oribe", "El abanico", "Romance de Petrona Magariños".
El profundo amor por la patria influyó en sus preferencias, orientándolas hacia los grandes episodios de la historia nacional, como la Guerra Grande, los patricios y los destacados protagonistas de la vida pública del país. Su singular capacidad retrospectiva y su inclinación por el pasado le permitieron reconstruir con precisión y elegancia los escenarios y personajes de tiempos pasados. Todo esto lo logró con una prosa excepcional, ágil pero sin trivialidades, y vibrante sin apresuramientos.
En la faena histórica encuentra un claro cauce para su estilo, porque concibe la historia como "una ciencia universal que comprende todas las ciencias y todas las artes que ha creado la razón". Por esto, Montero Bustamante intenta "devolver la vida a las cosas del pasado" y utiliza "el relato y la anécdota como medio de hacer conocer el valor heroico y pintoresco de las épocas" y "el carácter de los hombres". Esta es la mejor manera de escribir historia, procurando, como quería Carlyle, dar vida a los hombres desaparecidos y vibraciones vitales a los acontecimientos pasados.
Según sus propias palabras, "con lo que debemos embriagarnos no es con el presente sino con lo que éste tiene de permanente y de universal", es decir, de imperecedero, de esencialmente eterno por ser eternamente actual. "Velamos por la pureza del idioma y de las bellas letras; pero lo hacemos con amplio espíritu de libertad, procurando que la libertad no destruya el orden, porque en tal caso se convierte en demagogia o en libertinaje, que son los caminos que conducen a la decadencia y la disolución".
Abanderado de una concepción humanista de la existencia (que encuentra su raíz en el Renacimiento, donde la expresión cultural es amplia, esencial y luminosa), no redujo al individuo a las técnicas materialistas o a las expectativas biológicas; al contrario, lo elevó a la categoría metafísica e histórica, frente a la naturaleza y su destino.
Entre 1929 y 1936 recorrió en misión especial Europa y desempeñó el cargo de Representante del Banco de la República en París y el de Secretario Honorario de la Legación de la República en Londres. Durante aquellos años, tuvo la oportunidad de absorber la cultura, la historia y el arte europeos. Todo lo que vio y experimentó en ese período contribuyó a reafirmar su declarado culto por escritores, artistas, estadistas e instituciones del Viejo Continente que tanto influyeron en él y en su obra.
En "La ciudad de los libros" el lector encontrará una síntesis de lo que el autor piensa y siente sobre problemas perennes de la humanidad. Son temas de carácter universal: el estudio definitivo y fervoroso sobre Macaulay, Goethe, Rousseau, Boileau, y San Francisco de Asís, e investigaciones tan dispares y sutiles como la que se ocupa de Sterne, de los Renacimientos, y de la bohemia literaria.
El "Encuentro con Lord Macaulay" recorre, en sólo sesenta páginas, buena parte de la historia de Inglaterra, retratando con detalle y sentimiento la idiosincrasia de su pueblo, sus reyes y sus instituciones. En "Dos renacimientos" se respira el "espíritu del mediodía, hecho claridad y gracia"; en "Anotaciones sobre Goethe" hace desfilar al gigante teutón, grave, severo, fríamente majestuoso; "Diálogos en el Museo" nos trae reminiscencias de un observador inteligente e hiperestésico, un filósofo de la historia, frente a los cuadros de los grandes maestros franceses que componían la exposición "La pintura francesa: De David a nuestros días", organizada en 1940 en Montevideo y que incluía obras de Manet, Monet, Van Gogh, Gauguin y Cézanne.
Al respecto recordaba Montero Bustamante, a la sazón presidente de la Comisión Nacional de Bellas Artes: "La última vez que regresé de Francia, ya con la visión de la guerra y de la invasión que yo consideraba inminentes, me cupo el honor de recibir, en mi carácter de Presidente de la Comisión, la colección de joyas de la pintura francesa procedentes de los museos nacionales y de las grandes galerías privadas de Francia, que formaban la magnífica muestra titulada 'De David a nuestros días'. Tuve también la honra de inaugurar aquella exposición" cuando los diarios en Montevideo anunciaban el estallido de la guerra. Volví a inaugurar la segunda exposición, enriquecida con los cuadros que habían quedado detenidos en Buenos Aires, en momentos en que el invasor llegaba a las puertas de París. Nunca se ha narrado lo que ocurrió con las 168 obras en aquellos momentos de confusión y de peligro. Depositario eventual de ese tesoro que pertenecía al patrimonio artístico de Francia, lo defendí celosamente; lo custodié, primero en la sede de la Comisión, luego en el subsuelo del Banco de la República donde, con la anuencia de las autoridades de la institución, de que era yo Secretario General, lo retuve bajo custodia militar, hasta que pude hacer entrega de él a quien representaba los verdaderos y legítimos intereses de Francia."
Gran admirador de la cultura, la historia y la literatura francesa, desde la adolescencia sintió un estrecho lazo espiritual con aquella nación. "Yo fui un incansable peregrino de París — afirma —, y sé cuál es la embriaguez que producen esas invisibles e impalpables cosas que nacen en el espíritu cuando se logra sentir el hechizo de aquella que ha sido llamada la más bella ciudad de la tierra" Francia es para mí, perenne. Yo la concibo como una unidad histórica y espiritual superior a los vaivenes de la historia, a las formas de gobierno y a las disputas de los hombres."
Dardo Regules señaló que Montero Bustamante fue un "humanista renacentista" y maestro del ensayo, en el que "realiza su vocación, define su filosofía y expone su técnica literaria." "El ensayo es el género más universal — sostiene Montero Bustamante —, el que permite al hombre de letras desplegar todo el esplendor del lenguaje y del estilo; toda su erudición; demostrar su sensibilidad; aplicar todas sus aptitudes para el cultivo de los demás géneros literarios. Participa de las características del género histórico, del género poético, del género novelesco, del género dramático y, sobre todo, del género crítico. Todos los conocimientos caben en él: las ciencias y las letras divinas y humanas".
La Revista Nacional estuvo bajo su dirección entre 1938 y 1956 y procuró ser, en palabras del propio director, "un repertorio de la cultura contemporánea e histórica del Uruguay". 
Fue presidente y miembro de honor del Instituto Histórico y Geográfico del Uruguay, donde trabajó desde 1915; presidente de la Comisión Nacional de Bellas Artes; secretario del Museo Pedagógico; presidente y miembro de honor de la Academia Nacional de Letras del Uruguay desde su fundación, en 1943.
El 12 de mayo de 1955 el gobierno de Francia lo condecoró con las insignias de Oficial de la Orden de la Legión de Honor.
Contrajo Matrimonio con María Antonia "Maruja" Zorrilla de San Martín Blanco, hija del poeta Juan Zorrilla de San Martín, con quien tuvo seis hijos. Fue abuelo del escritor Enrique Estrázulas.
En el orden docente se desempeñó como profesor de Literatura del Liceo Universitario (1902) y más tarde de Historia Americana y Nacional, en la Universidad de la República, hasta 1931.

### Muerte
Al morir recibió honores de Ministro de Estado. Sus restos se encuentran en el Cementerio Central, en Montevideo.
Con motivo de su desaparición, Román Berro, presidente de la Comisión Nacional de Bellas Artes, expresó: "Don Raúl Montero Bustamante honró a la patria por su obra de pensador, por su corazón generoso, rebosante de idealismo, por el ejemplo de su existencia fecunda, dedicada a la difusión de la cultura y al servicio de la verdad, el bien y la belleza."
También la periodista Dora Isella Russell esbozó su semblanza: "Había en don Raúl cierta lejanía, cierto pudor de efusividad, que recataba su ternura en el ademán señoril y atildado, de perfecta aristocracia, entendiendo el término como una selección de las mejores calidades del alma, si bien la suavidad de sus maderas escondía una insospechada firmeza de carácter y una recta voluntad. Lector de los clásicos griegos y latinos en sus idiomas originales, gustaba releer a Horacio en el atardecer de su vida, conciliando la luminosidad latina con las brumas nórdicas de Heine, predilecto de sus mocedades y nunca olvidado. Los años le habían regalado una erguida transparencia, y aunque la paz resplandecía en sus ojos azules, emanaba de él un atractivo nostálgico, esa pátina que ennoblece los viejos retratos; y si en lo físico la distinción de su abolengo le definía, en lo moral la diafanidad de su conducta iluminó de belleza su vida pública y privada".

## Obra
Algunos de sus trabajos publicados más conocidos son:
- Versos (1900).
- Antología de la lírica uruguaya (1905).
- Parnaso oriental (antología poética, 1905).
- Comedias, monólogos y composiciones recitables (1907).
- Historia crítica de la literatura Uruguaya (1910).
- La generación romántica y su héroe (1916).
- Jacobo de Varela, su vida y su obra (1922).
- Ensayos: período romántico (1928).
- Detrás de los Andes (notas de un viaje) (1934).
- Juan Bautista Alberdi (1942).
- Estampas del Montevideo romántico (1942).
- Las últimas confidencias de Juan Manuel Blanes (1943).
- La ciudad de los libros (1944).
- Juan María Pérez, su vida y su obra (1945).
- El Banco de la República en su cincuentenario, memoria histórica (1946).